# Ucraina all'Eurovision Song Contest
L'Ucraina partecipa all'Eurovision Song Contest dall'edizione del 2003, e ha vinto in tre occasioni: nel 2004 con Wild Dances di Ruslana, nel 2016 con 1944 di Jamala e nel 2022 con Stefania della Kalush Orchestra.
La partecipazione è stata curata dall'azienda televisiva statale Nacional'na Telekompanija Ukraïny (NTU) dal 2003 al 2016 e poi dalla Nacional'na Suspil'na Teleradiokompanija Ukraïny (nota prima con l'acronimo UA:PBC, per poi utilizzare il nome Suspil'ne a partire dal 2024). Le due emittenti hanno organizzato rispettivamente le edizioni del 2005 e del 2017, entrambe tenutesi a Kiev. La Suspil'ne, inoltre, ha organizzato in collaborazione con l'emittente britannica BBC, l'edizione 2023 svoltasi in Liverpool.
Se si escludono le edizioni in cui non ha partecipato, è l'unica nazione al di fuori delle Big Five ad avere sempre raggiunto la finale, insieme al Lussemburgo che però ha partecipato a solo 2 edizioni dall'introduzione delle semifinali.

## Storia
L'emittente statale ucraina Ukrteleradiokompanija (dal 1995 Nacional'na Telekompanija Ukraïny o NTU) fu ammessa come membro effettivo dell'Unione europea di radiodiffusione (UER) nel 1993 e iniziò a trasmettere l'Eurovision Song Contest a partire dal 2002. NTU è stata poi sostituita da Nacional'na Suspil'na Teleradiokompanija Ukraïny (NTSU o UA:PBC) nel 2017, nata dalla fusione della NTU con l'Ukraïns'ke Radio (UR).

### Debutto e primi anni

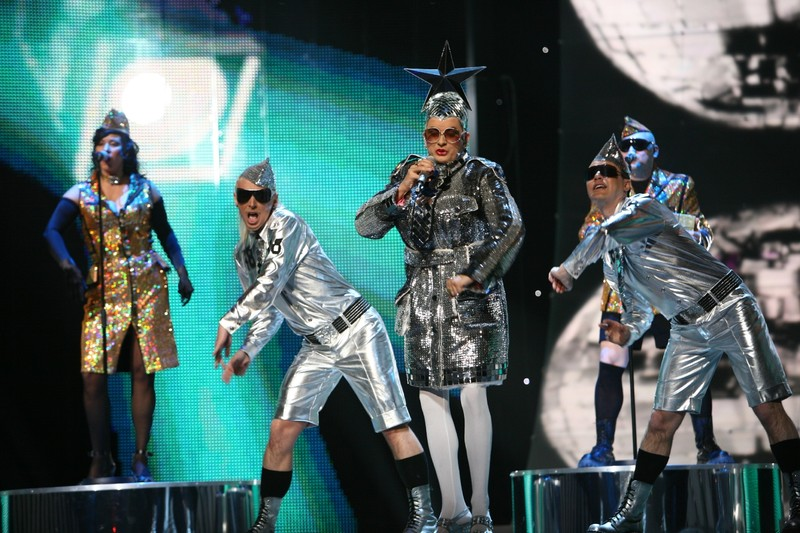
Vjerka Serdjučka all'Eurovision Song Contest 2007

Nel 2003 il paese scelse di debuttare alla manifestazione musicale e l'emittente selezionò internamente il cantante ucraino Oleksandr Ponomar'ov, che con la sua Hasta la vista si classificò al 14º posto. Anche per l'anno successivo NTU optò per una selezione interna del rappresentante ucraino, scegliendo Ruslana Lyžyčko. Tale scelta si rivelò vincente poiché ad Istanbul Ruslana, con la sua iconica Wild Dances riuscì a vincere la manifestazione musicale, seppur con uno scarto di appena 17 punti dal 2º classificato.
L'emittente si offrì quindi di ospitare l'edizione del 2005, scegliendo come sede il palazzo dello Sport di Kiev, capitale del paese; cionondimeno NTU organizzò per la prima volta un festival per la selezione del rappresentante articolato in ben 15 semifinali da cinque partecipanti ciascuno. La finale nazionale premiò i GreenJolly con Razom nas bahato, che presto divenne un importante simbolo della rivoluzione arancione scoppiata negli ultimi mesi del 2004 in Ucraina. Al netto della fama in patria tuttavia, la band si classificò al 19º posto nella finale dell'evento.
Gli anni successivi videro un grande successo per l'Ucraina che riuscì a qualificarsi in ogni occasione per la finale raggiungendo tre volte il podio e sei volte la top 10; il paese sfiorò la vittoria sia nel 2007, con l'iconica Vjerka Serdjučka e la sua Dancing Lasha Tumbai, che nel 2008 con la star internazionale Ani Lorak e la sua Shady Lady.

### Anni 2010 e 2020

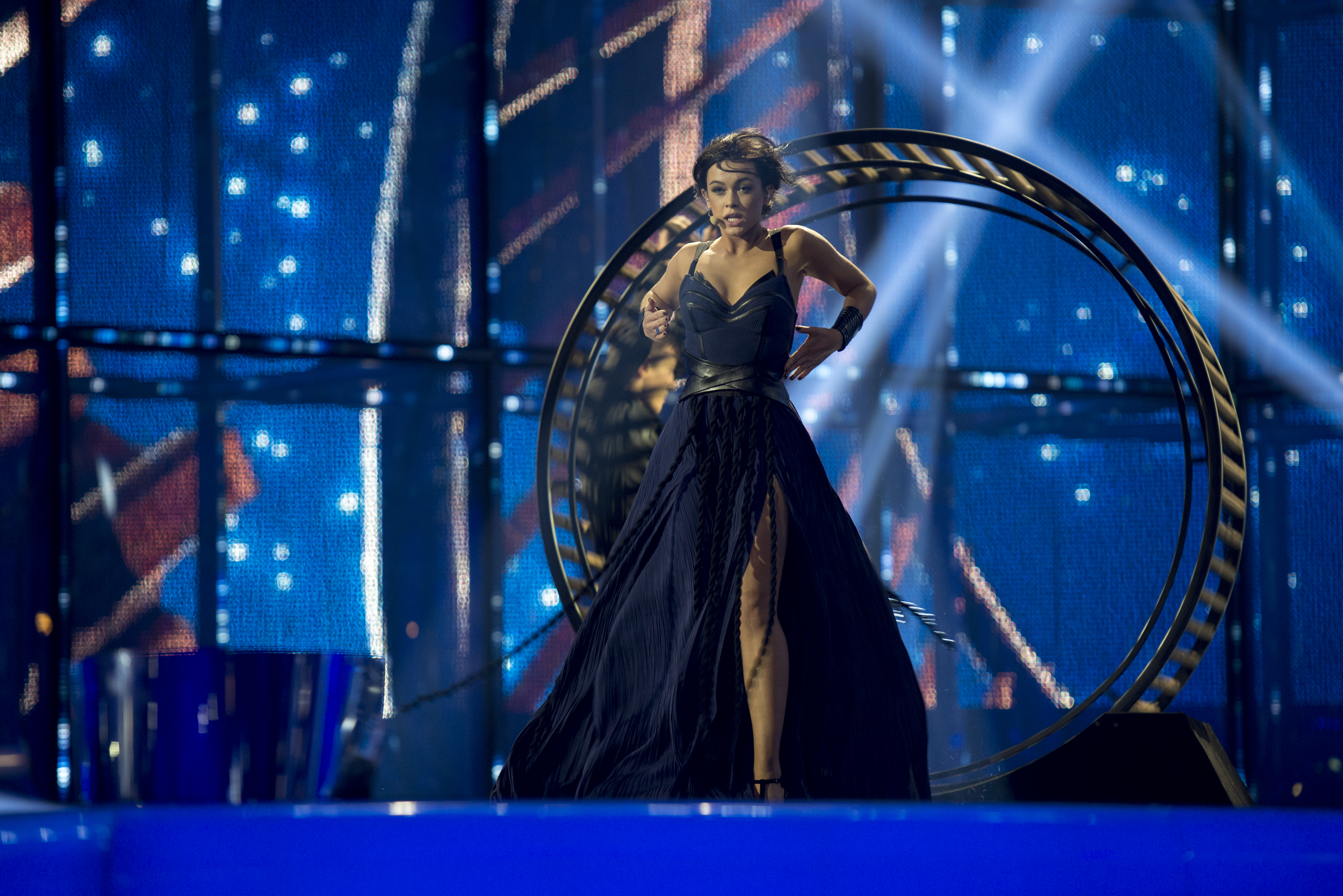
Marija Jaremčuk durante le prove all'Eurovision Song Contest 2014

Il successo della nazione al festival musicale continuò anche negli anni successivi, riuscendo a salire sul podio anche nel 2013. Dopo l'iconica esibizione di Marija Jaremčuk a Copenaghen nel 2014, ripresa anche nel film Netflix Eurovision Song Contest - La storia dei Fire Saga, l'emittente fu costretta a ritirarsi dalla manifestazione per problemi finanziari collegati allo scoppio della guerra del Donbass, scegliendo comunque di trasmettere la sessantesima edizione dell'Eurovision Song Contest, dove un cantante ucraino, Eduard Romanjuta, rappresentò la Moldavia.
Il fermo durò tuttavia solo in quell'occasione e già per l'edizione del 2016 NTU annunciò il ritorno alla manifestazione iniziando una collaborazione con la rete televisiva privata STB per l'organizzazione di una nuova selezione nazionale denominata Vidbir. La prima edizione di questo festival fu vinta dalla cantante Jamala con 1944, che all'indomani della sua selezione suscitò molte critiche per i presunti richiami di stampo politico alla crisi della Crimea, parlando tuttavia della deportazione dei tatari di Crimea durante gli anni 1940. Il brano, che segnò anche il debutto della lingua tatara di Crimea alla manifestazione musicale, trionfò a Stoccolma riportando per la seconda volta l'Eurovision Song Contest in Ucraina. Nel 2017 fu promossa l'unione di Ukraïns'ke Radio con NTU formando un'unica emittente radiotelevisiva statale denominata Nacional'na Suspil'na Teleradiokompanija Ukraïny (NSTU o UA:PBC) che fu immediatamente accolta nell'UER per poter procedere all'organizzazione dell'Eurovision Song Contest 2017, ospitato dal Centro esposizioni internazionali di Kiev. I rapporti tesi con la Russia portarono al ritiro di quest'ultima dalla rassegna musicale in seguito al divieto d'ingresso imposto dal governo ucraino nei confronti della rappresentante russa Julija Samojlova, a causa del suo ingresso non autorizzato nella penisola contesa della Crimea. L'Ucraina, pur rimanendo in finale, scivolò verso gli ultimi posti della classifica raggiungendo il 24º posto nel 2017 e il 17º nel 2018.

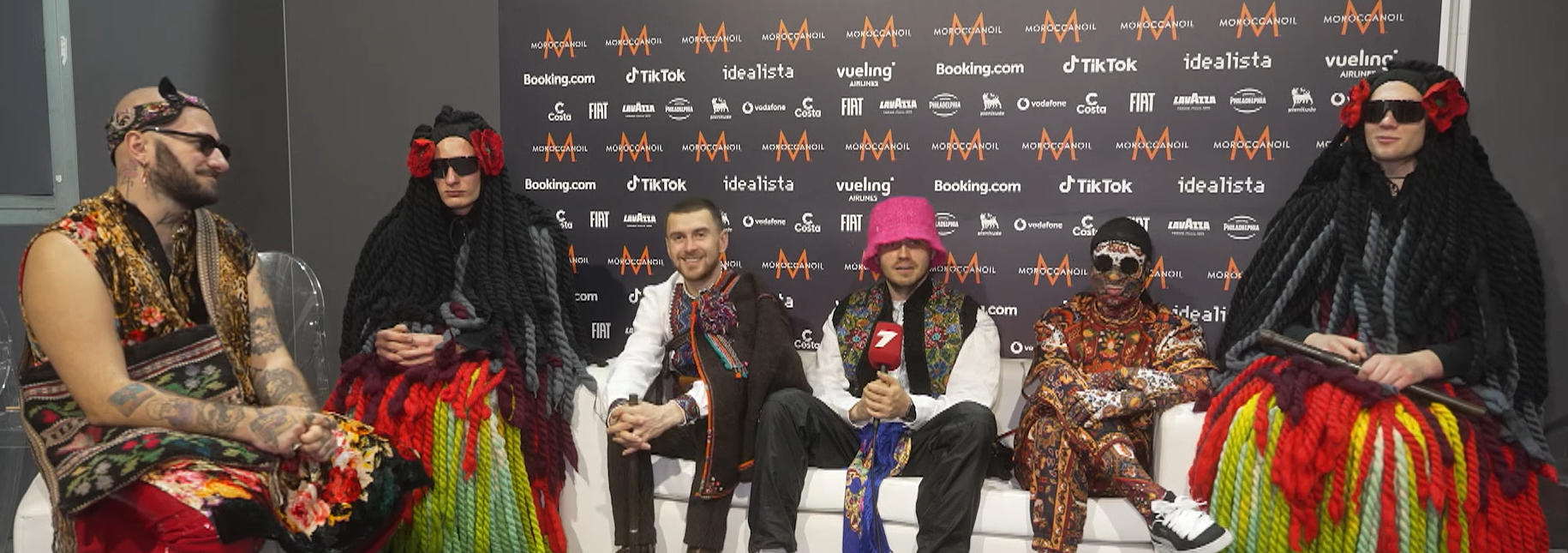
La Kalush Orchestra, vincitori dell'Eurovision Song Contest 2022

Nuove polemiche scaturirono alla fine del Vidbir 2019 che vide la vittoria di Maruv con Siren Song; la cantante infatti, criticata dalla collega e giurata Jamala, avrebbe dovuto tenere due concerti in Russia nei mesi successivi alla sua vittoria contravvenendo ad una specifica clausola del contratto propostole dall'emittente radiotelevisiva all'indomani della sua vittoria. Piuttosto che annullare i suddetti concerti la cantante annunciò il suo ritiro e l'emittente si appellò ad altri due partecipanti del Vidbir, le Freedom Jazz e i Kazka, rispettivamente secondo e terzo classificato, che però rifiutarono di sostituire Maruv. UA:PBC annunciò pertanto il proprio ritiro dall'edizione del 2019. L'emittente aveva previsto il ritorno del Paese all'Eurovision Song Contest 2020 con la selezione, sempre tramite il Vidbir, del gruppo Go A, che dopo un pressoché totale dominio della lingua inglese avrebbero presentato il primo brano integralmente in ucraino, Solovej. L'evento tuttavia fu cancellato a causa della pandemia di COVID-19 e il gruppo fu poi selezionato internamente per rappresentare il paese all'edizione successiva col brano Šum, classificandosi al 5º posto in finale.
Anche la scelta del rappresentante per l'edizione del 2022 è stata controversa in seguito al ritiro della vincitrice del Vidbir Alina Paš, rea secondo UA:PBC di aver falsificato alcuni documenti inerenti dei viaggi nel territorio conteso della Crimea. Al suo posto l'emittente ha scelto i secondi classificati al processo di selezione, ossia la Kalush Orchestra col brano Stefania, che sono risultati poi vincitori del festival. A seguito della vittoria l'UER ha invitato il paese, come tradizione, ad ospitare l'evento l'anno seguente. Tuttavia alla luce dell'invasione russa del territorio ucraino, è stato confermato che il paese non sarebbe stato in grado di ospitare l'evento nel 2023. Nel mese di luglio 2022, l'UER ha confermato che il Regno Unito avrebbe avuto l'onore di organizzare la manifestazione, con un'organizzazione congiunta tra la BBC e la UA:PBC, garantendo al paese per l'occasione un posto in finale.

## Partecipazioni
- Primo posto
- Secondo posto
- Terzo posto
- Ultimo posto

| Anno                            | Artista                    | Brano                               | Lingua                    | Posizione           | Posizione           | Posizione                | Posizione                |
| Anno                            | Artista                    | Brano                               | Lingua                    | Finale              | Punti               | Semi                     | Punti                    |
| ------------------------------- | -------------------------- | ----------------------------------- | ------------------------- | ------------------- | ------------------- | ------------------------ | ------------------------ |
| 2003                            | Oleksandr Ponomar'ov       | Hasta la vista                      | Inglese                   | 14º                 | 30                  | Niente semifinali        | Niente semifinali        |
| 2004                            | Ruslana                    | Wild Dances                         | Inglese, ucraino          | 1º                  | 280                 | 2º                       | 256                      |
| 2005                            | GreenJolly                 | Razom nas bahato                    | Ucraino, inglese          | 19º                 | 30                  | Paese ospitante          | Paese ospitante          |
| 2006                            | Tina Karol'                | Show Me Your Love                   | Inglese                   | 7º                  | 145                 | 7º                       | 146                      |
| 2007                            | Vjerka Serdjučka           | Dancing Lasha Tumbai                | Tedesco, inglese, suržik  | 2º                  | 235                 | Top 10 l'anno precedente | Top 10 l'anno precedente |
| 2008                            | Ani Lorak                  | Shady Lady                          | Inglese                   | 2º                  | 230                 | 1º                       | 152                      |
| 2009                            | Svitlana Loboda            | Be My Valentine! (Anti-Crisis Girl) | Inglese                   | 12º                 | 76                  | 6º                       | 80                       |
| 2010                            | Al'oša                     | Sweet People                        | Inglese                   | 10º                 | 108                 | 7º                       | 77                       |
| 2011                            | Mika Newton                | Angel                               | Inglese                   | 4º                  | 159                 | 6º                       | 81                       |
| 2012                            | Gaitana                    | Be My Guest                         | Inglese                   | 15º                 | 65                  | 8º                       | 64                       |
| 2013                            | Zlata Ohnjevič             | Gravity                             | Inglese                   | 3º                  | 214                 | 3º                       | 140                      |
| 2014                            | Marija Jaremčuk            | Tick Tock                           | Inglese                   | 6º                  | 113                 | 5º                       | 140                      |
| Nessuna partecipazione nel 2015 |                            |                                     |                           |                     |                     |                          |                          |
| 2016                            | Jamala                     | 1944                                | Inglese, tataro di Crimea | 1º                  | 534                 | 2º                       | 287                      |
| 2017                            | O.Torvald                  | Time                                | Inglese                   | 24º                 | 36                  | Paese ospitante          | Paese ospitante          |
| 2018                            | Mélovin                    | Under the Ladder                    | Inglese                   | 17º                 | 130                 | 6º                       | 179                      |
| 2019                            | Maruv                      | Siren Song                          | Inglese                   | Ritirata            | Ritirata            | Ritirata                 | Ritirata                 |
| 2020                            | Go_A                       | Solovej                             | Ucraino                   | Edizione cancellata | Edizione cancellata | Edizione cancellata      | Edizione cancellata      |
| 2021                            | Go_A                       | Šum                                 | Ucraino                   | 5º                  | 364                 | 2º                       | 267                      |
| 2022                            | Kalush Orchestra           | Stefania                            | Ucraino                   | 1º                  | 631                 | 1º                       | 337                      |
| 2023                            | Tvorchi                    | Heart of Steel                      | Inglese, ucraino          | 6º                  | 243                 | Finalista di diritto     | Finalista di diritto     |
| 2024                            | Al'ona Al'ona & Jerry Heil | Teresa & Maria                      | Ucraino, inglese          | 3º                  | 453                 | 2º                       | 173                      |
| 2025                            | Ziferblat                  | Bird of Pray                        | Ucraino, inglese          | 9º                  | 218                 | 1º                       | 137                      |

Note
1. ↑  Il brano contiene frasi in ceco, francese, polacco, russo, spagnolo e tedesco.
2. ↑  A seguito dell'impossibilità di organizzare la manifestazione in Ucraina, dopo la vittoria del paese nel 2022, l'UER ha deciso di offrire all'emittente ucraina UA:PBC la possibilità di organizzare il concorso nel Regno Unito, con un'organizzazione congiunta con la BBC. Per questo motivo gli organizzatori hanno permesso al paese di competere direttamente in finale.

## Statistiche di voto
Fino al 2025, le statistiche di voto dell'Ucraina sono:
| # | Stato       | Punti |
| - | ----------- | ----- |
| 1 | Russia      | 120   |
| 2 | Azerbaigian | 99    |
| 3 | Moldavia    | 83    |
| 4 | Svezia      | 83    |
| 5 | Lituania    | 79    |

| # | Stato    | Punti |
| - | -------- | ----- |
| 1 | Polonia  | 202   |
| 2 | Moldavia | 193   |
| 3 | Israele  | 183   |
| 4 | Lettonia | 168   |
| 5 | Lituania | 165   |

| # | Stato       | Punti |
| - | ----------- | ----- |
| 1 | Lituania    | 160   |
| 2 | Bielorussia | 155   |
| 3 | Russia      | 154   |
| 4 | Moldavia    | 149   |
| 5 | Polonia     | 140   |

| # | Stato    | Punti |
| - | -------- | ----- |
| 1 | Lituania | 297   |
| 2 | Moldavia | 288   |
| 3 | Polonia  | 277   |
| 4 | Lettonia | 260   |
| 5 | Israele  | 240   |

## Altri premi ricevuti

### Marcel Bezençon Award
I Marcel Bezençon Awards sono stati assegnati per la prima volta durante l'Eurovision Song Contest 2002 a Tallinn, in Estonia, in onore delle migliori canzoni in competizione nella finale. Fondato da Christer Björkman (rappresentante della Svezia nell'Eurovision Song Contest del 1992 e capo della delegazione per la Svezia fino al 2021) e Richard Herrey (membro del gruppo Herreys e vincitore dalla Svezia nell'Eurovision Song Contest 1984), i premi prendono il nome del creatore del concorso, Marcel Bezençon.
I premi sono suddivisi in 3 categorie:
- Premio della stampa, per la miglior voce che viene votata dalla stampa durante l'evento.
- Premio artistico, per il miglior artista, votato fino al 2009 dai vincitori delle scorse edizioni. A partire dal 2010 viene votato dai commentatori.
- Premio della composizione musicale, per la miglior composizione musicale che viene votata da una giuria di compositori.

| Anno | Categoria           | Artista          | Canzone              | Compositore                                                                        |
| ---- | ------------------- | ---------------- | -------------------- | ---------------------------------------------------------------------------------- |
| 2004 | Premio artistico    | Ruslana Lyžyčko  | Wild Dances          | Oleksandr Ksenofontov, Jamie Maher, Ruslana Lyžyčko, Michael Fayne, Sherena Dugani |
| 2007 | Premio della stampa | Vjerka Serdjučka | Dancing Lasha Tumbai | Andrij Danylko                                                                     |
| 2008 | Premio artistico    | Ani Lorak        | Shady Lady           | Karen Kavaleryan, Filipp Kirkorov, Dīmītrīs Kontopoulos                            |
| 2016 | Premio artistico    | Jamala           | 1944                 | Jamala                                                                             |

### Premio Barbara Dex
Il Premio Barbara Dex è un riconoscimento non ufficiale con il quale viene premiato l'artista peggio vestito all'Eurovision Song Contest. Prende il nome dall'omonima artista belga che nell'edizione del 1993 si è presentata con un abito che lei stessa aveva confezionato e che aveva attirato l'attenzione negativa dei commentatori e del pubblico.
| Anno | Artista          | Brano                | Compositore    |
| ---- | ---------------- | -------------------- | -------------- |
| 2007 | Vjerka Serdjučka | Dancing Lasha Tumbai | Andrij Danylko |

## Città ospitanti
| Anno | Città | Luogo                           | Presentatori                                              |
| ---- | ----- | ------------------------------- | --------------------------------------------------------- |
| 2005 | Kiev  | Palazzo dello Sport             | Marija Jefrosinina e Pavlo Šyl'ko                         |
| 2017 | Kiev  | International Exhibition Centre | Oleksandr Skičko, Volodymyr Ostapčuk e Timur Mirošnyčenko |